# Desaparecida (telenovela, 2017)
Desaparecida (Les secrets d'Olivia en VF) est une telenovela mexicaine produite par Joshua Mintz pour TV Azteca.
C'est une histoire originale et la star principale est Andrea Noli. Bien que toute la production de la série ait été filmée en 2017, sa diffusion n'a pas encore été présentée à ce jour dans son pays d'origine, au Mexique.
Elle est cependant diffusée sur Antenne Réunion depuis le 19 août 2019, ainsi que sur TNTV. Elle est disponible sur MYTF1 depuis les 17 janvier 2020 et 24 janvier 2020.

## Synopsis
Le jour de leur mariage, alors que leur famille et leurs amis sont venus de partout pour le célébrer, Olivia Zamora, une femme de quarante ans, disparaît dans des circonstances mystérieuses. Ce qui, au premier abord, semble être un accident de mer a bientôt un aspect plus meurtrier. Alors que son fils Francisco enquête, il commence à découvrir des secrets de la vie de sa mère qu'il ne soupçonnait pas.

## Distribution
- Andrea Noli
- Mauricio Islas
- Diego Soldano
- Géraldine Zinat
- Julia Urbini
- Andrés Zúñiga
- Carlos Torres Torrija
- Luciana Sylveira
- Víctor Huggo Martin
- Marcela Guirado
- Miguel Mena
- Andrés Zuno
- Rodolfo Valdès
- Anette Michel
- Elvira Monsell
- Carlos Díaz González
- Estela Calderon
- Juan Ríos Cantú
- Maria del Carmen Farías
- Juan Pablo Campa
- Israel Amescua
- Maria Gonllegos